# Monique Adamczaková
Monique Adamczaková (* 21. ledna 1983 Kensington, Nový Jižní Wales) je australská profesionální tenistka. Ve své dosavadní kariéře na okruhu WTA Tour vyhrála jeden deblový turnaj. V rámci okruhu ITF získala do října 2017 osm titulů ve dvouhře a třicet jedna ve čtyřhře.
Na žebříčku WTA byla ve dvouhře nejvýše klasifikována v dubnu 2010 na 138. místě a ve čtyřhře pak v září 2017 na 62. místě. Trénuje ji bývalý australský tenista Tony Roche.
V australském fedcupovém týmu neodehrála do roku 2018 žádné utkání.

## Tenisová kariéra
V rámci hlavních soutěží událostí okruhu ITF debutovala jako patnáctiletá v březnu 1998, když zavítala na turnaj v Canbeře s dotací 10 tisíc dolarů. Po výhře ve druhém kole nad krajankou Alicí Molikovou uhrála ve čtvrtfinále dva gamy na Češku Evu Krejčovou. Premiérový singlový titul v této úrovni tenisu vybojovala v září 2000 na džajpurském turnaji s rozpočtem deset tisíc dolarů. Ve finále přehrála Indku Manišu Malhotrovou.
V kvalifikaci okruhu WTA Tour debutovala, nepočítaje grandslamový kvalifikační turnaj, na lednovém Hobart International 2000 z kategorie Tier IVB. Na úvod kvalifikace odebrala nizozemské tenistce Miriam Oremansové pouze tři hry. Hlavní soutěž na túře WTA si poprvé zahrála na lednovém Canberra International 2004, kam obdržela od pořadatelů divokou kartu. V prvním kole ji vyřadila Španělka Arantxa Parraová Santonjaová. Druhou takovou událostí v kariéře se stal následující ročník canberrského turnaje 2005, na němž ji zastavila Thajka Tamarine Tanasugarnová. O týden později debutovala v hlavní soutěži nejvyšší grandslamové kategorie poté, co získala divokou kartu do lednového ženského singlu Australian Open 2005. V úvodním kole nenašla recept na třináctou nasazenou Chorvatku Karolinu Špremovou po dvousetovém průběhu. O dva roky později vyhrála ve dvouhře Australian Open 2007 první zápas na okruhu WTA Tour, když na úvod zdolala uzbeckou tenistku Irodu Tuľaganovovou. Následně získala jen tři gamy na ruskou turnajovou šestku Světlanu Kuzněcovovou.
Premiérový titul na okruhu WTA Tour vybojovala v třiceti čtyřech letech během červnové čtyřhry AEGON Open Nottingham 2017, když ve finále s krajankou Storm Sandersovou porazily britskou dvojici Jocelyn Raeová a Laura Robsonová až v rozhodujícím supertiebreaku. Se stejnou partnerkou odešly jako poražené finalistky ze zářijových akcí, nejdříve z tokijského Japan Women's Open 2017 po porážce od páru Šúko Aojamová a Jang Čao-süan, a poté z kantonálního Guangzhou International Women's Open 2017 po prohře od belgicko-nizozemské dvojice Elise Mertensová a Demi Schuursová.

## Finále na okruhu WTA Tour
| Legenda                           |
| --------------------------------- |
| D – dvouhra; Č – čtyřhra          |
| Grand Slam (0)                    |
| WTA Tour Championships (0)        |
| Premier Mandatory & Premier 5 (0) |
| Premier (0)                       |
| International (1–2 Č)             |

### Čtyřhra: 3 (1–2)
| Stav       | č. | datum           | turnaj                         | povrch | spoluhráčka      | soupeřky ve finále               | výsledek         |
| ---------- | -- | --------------- | ------------------------------ | ------ | ---------------- | -------------------------------- | ---------------- |
| Vítězka    | 1. | 18. června 2017 | Nottingham, Spojené království | tráva  | Storm Sandersová | Jocelyn Raeová Laura Robsonová   | 6–4, 4–6, [10–4] |
| Finalistka | 1. | 16. září 2017   | Tokio, Japonsko                | tvrdý  | Storm Sandersová | Šúko Aojamová Jang Čao-süan      | 0–6, 6–2, [5–10] |
| Finalistka | 2. | 23. září 2017   | Kanton, ČLR                    | tvrdý  | Storm Sandersová | Elise Mertensová Demi Schuursová | 2–6, 3–6         |

## Tituly na okruhu ITF
| Dotace turnajů okruhu ITF | Dotace turnajů okruhu ITF |
| ------------------------- | ------------------------- |
| 100 000 $ tournaments     | 80 000 $ tournaments      |
| 75 000 $ tournaments      | 60 000 $ tournaments      |
| 50 000 $ tournaments      | 25 000 $ tournaments      |
| 15 000 $ tournaments      | 10 000 $ tournaments      |

### Dvouhra (8)
| č. | datum             | turnaj                 | povrch | poražená finalistka   | výsledek           |
| -- | ----------------- | ---------------------- | ------ | --------------------- | ------------------ |
| 1. | 3. září 2000      | Džajpur, Indie         | tráva  | Maniša Malhotrová     | 6–2, 2–6, 6–3      |
| 2. | 9. března 2003    | Warrnambool, Austrálie | tráva  | Lauren Breadmoreová   | 6–2, 4–6, 6–3      |
| 3. | 23. března 2003   | Yarrawonga, Austrálie  | tráva  | Čan Ťin-wej           | 6–3, 7–6(7–4)      |
| 4. | 17. srpna 2003    | Oulu, Finsko           | antuka | Kateryna Bondarenková | 6–3, 6–4           |
| 5. | 14. září 2008     | Rockhampton, Austrálie | tvrdý  | Jarmila Gajdošová     | 4–6, 6–2, 7–6(7–4) |
| 6. | 24. května 2009   | Santos, Brazílie       | antuka | Aranza Salutová       | 6–2, 6–1           |
| 7. | 25. července 2009 | Charkov, Ukrajina      | antuka | Tereza Mrdežová       | 5–7, 6–1, 6–4      |
| 8. | 21. března 2010   | Irapuato, Mexiko       | tvrdý  | Misaki Doiová         | 7–6(7–5), 2–6, 6–2 |

### Čtyřhra (31 titulů)
| č.  | datum             | turnaj                              | povrch | spoluhráčka                | poražené finalistky                                 | výsledek           |
| --- | ----------------- | ----------------------------------- | ------ | -------------------------- | --------------------------------------------------- | ------------------ |
| 1.  | 3. září 2000      | Džajpur, Indie                      | tráva  | Jennifer Schmidtová        | Rušmi Čakravárthíová Sai Džajalakšmy Džajaramovová  | 6–3, 1–6, 7–5      |
| 2.  | 18. března 2001   | Benalla, Austrálie                  | tráva  | Samantha Stosurová         | Debbie Haaková Jolanda Mensová                      | 6–3, 7–5           |
| 3.  | 3. března 2003    | Warrnambool, Austrálie              | tráva  | Madita Suerová             | Čuang Ťia-žung Ilke Gersová                         | 6–4, 6–4           |
| 4.  | 17. března 2006   | Canberra, Austrálie                 | antuka | Christina Horiatopoulosová | Leanne Bakerová Nicole Krizová                      | 7–6(7–4), 6–1      |
| 5.  | 24. března 2006   | Melbourne, Austrálie                | antuka | Erica Krauthová            | Čan Jung-žan Čuang Ťia-žung                         | 7–6(7–4), 1–6, 6–1 |
| 6.  | 23. dubna 2006    | Dothan, Spojené státy               | antuka | Soledad Esperónová         | Edina Gallovitsová Varvara Lepčenková               | 6–4, 3–6, 4–6      |
| 7.  | 13. května 2006   | Monzón, Španělsko                   | tvrdý  | Annette Kolbová            | Olga Brózdová Jevgenija Savranská                   | 7–5, 6–3           |
| 8.  | 19. května 2006   | Tenerife, Španělsko                 | tvrdý  | Annette Kolbová            | Estrella Cabeza Candelaová Laura Vallvaerdu-Zafrová | 4–6, 6–4, 6–1      |
| 9.  | 2. července 2006  | Périgueux, Francie                  | antuka | Marie-Ève Pelletierová     | Nina Bratčikovová Ljudmila Skavronská               | 6–3, 6–4           |
| 10. | 7. října 2006     | San Luis Potosí, Mexiko             | tvrdý  | Marie-Ève Pelletierová     | María José Argeriová Carla Tieneová                 | 6–7(2–7), 6–4, 6–4 |
| 11. | 13. května 2007   | Indian Harbour Beach, Spojené státy | antuka | Angela Haynesová           | Carly Gullicksonová Lindsay Leeová-Watersová        | 6–1, 3–6, 6–4      |
| 12. | 19. května 2007   | Palm Beach Gardens, Spojené státy   | antuka | Aleke Tsoubanosová         | Estefania Craciúnová Betina Jozamiová               | 7–5, 2–6, 6–3      |
| 13. | 29. června 2007   | Istanbul, Turecko                   | tvrdý  | Tetiana Lužanská           | Stanislava Hrozenská Marija Kondratěvová            | 6–4, 6–4           |
| 14. | 21. března 2008   | Sorrento, Austrálie                 | tvrdý  | Melanie Southová           | Čang Kchaj-čen Hwang I-hsuan                        | 6–2, 6–4           |
| 15. | 6. února 2009     | Burnie, Austrálie                   | tvrdý  | Abigail Spearsová          | Sü I-fan Čou I-miao                                 | 6–2, 6–4           |
| 16. | 6. března 2009    | Sydney, Austrálie                   | tvrdý  | Lizaan Du Plessisová       | Chan Sin-jün Ťi Čchun-mej                           | 6–3, 7–5           |
| 17. | 11. dubna 2009    | Jackson, Spojené státy              | antuka | Arina Rodionovová          | Laura Granvilleová Riza Zalamedová                  | 6–3, 6–4           |
| 18. | 23. května 2009   | Santos, Brazílie                    | antuka | Florencia Molinerová       | MF Álvarez Teránová María Irigoyenová               | 1–6, 6–1, [10–7]   |
| 19. | 24. července 2009 | Charkov, Ukrajina                   | antuka | Nicole Krizová             | Kristina Antonijčuková Iryna Burjačoková            | 6–3, 7–6(7–4)      |
| 20. | 7. února 2010     | Rancho Mirage, Spojené státy        | tvrdý  | Abigail Spearsová          | Ljudmyla Kičenoková Nadija Kičenoková               | 6–3, 6–4           |
| 21. | 19. března 2012   | Ipswich, Austrálie                  | tvrdý  | Sandra Zaniewská           | Šúko Aojamová Džunri Namigatová                     | 7–5, 6–4           |
| 22. | 7. května 2012    | Fukuoka, Japonsko                   | tráva  | Stephanie Bengsonová       | Misa Egučiová Akiko Omaeová                         | 6–4, 6–4           |
| 23. | 16. července 2012 | Campos do Jordão, Brazílie          | tvrdý  | Maria Fernanda Alvesová    | Paula Cristina Gonçalvesová Roxane Vaisembergová    | 4–6, 6–3, [10–3]   |
| 24. | 27. srpna 2012    | Cairns, Austrálie                   | tvrdý  | Victoria Larrièreová       | Tyra Calderwoodová Tammi Pattersonová               | 6–2, 1–6, [10–5]   |
| 25. | 3. června 2013    | Brescia, Itálie                     | antuka | Jurika Semaová             | Réka Luca Janiová Irina Chromačovová                | 6–4, 7–5           |
| 26. | 5. srpna 2013     | Landisville, Spojené státy          | tvrdý  | Olivia Rogowská            | Chanel Simmondsová Emily Webleyová-Smithová         | 6–2, 6–3           |
| 27. | 1. listopadu 2013 | Bendigo, Austrálie                  | tvrdý  | Olivia Rogowská            | Stephanie Bengsonová Sally Peersová                 | 6–3, 2–6, [11–9]   |
| 28. | 9. února 2014     | Launceston, Austrálie               | tvrdý  | Olivia Rogowská            | Kamonwan Buajamová Zuzana Zlochová                  | 6–2, 6–4           |
| 29. | 24. září 2016     | Tweed Heads, Austrálie              | tvrdý  | Olivia Rogowská            | Naiktha Bainsová Abbie Myersová                     | 7–6(8–6), 7–6(7–3) |
| 30. | 11. února 2017    | Launceston, Austrálie               | tvrdý  | Nicole Melicharová         | Georgia Bresciová Tamara Zidanšeková                | 6–1, 6–2           |
| 31. | 10. června 2017   | Surbiton, Spojené království        | tráva  | Storm Sandersová           | Čang Kchaj-čen Marina Erakovicová                   | 7–5, 6–4           |